# Ла Бол Екублак
Ла Бол Екублак (фр. Baule-Escoublac), обично познат као Ла Бол, је насељено место у Француској у региону Лоара, у департману Атлантска Лоара.
Туристичко насеље старо преко једног вијека, у јужној Бретањи, са лијепим вилама, казинима, луксузним хотелима и са оригиналним миксом старих Бретањаца и ексклузивном туристичком културом, са плажом дугом 12 km, Ла Бол је дуго био дом француске приморске резиденције високог друштва. Током јула и августа сваке године, популација у Ла Болеу драматично порасте, са многим Парижанима који остану недељама и обичним путницима из Нанта. Упркос овоме, Ла Бол је прилично непознат ван Француске.
По подацима из 2016. године у општини је живело 15.611 становника, а густина насељености је износила 704 становника/km².

## Локација
Ла Бол Екублак је смјештен западно у Атлантској Лоари, 11.8 km како врана лети на западу до Сен Назера, главног града округа Лоара, у којем је Ла Бол смјештен; Такође је 50 km како врана лети на југоистокоу до Вана и 62 km западно до Нанта. Град је локализован у заливу Пулиген и на полуострву Геранд, територије су повезане са копном уским пролазом у граду Сен Лифар.

## Демографија
| 1962.  | 1968.  | 1975.  | 1982.  | 1990.  | 1999.  | 2011.  | 2016.  |
| ------ | ------ | ------ | ------ | ------ | ------ | ------ | ------ |
| 13.004 | 13.336 | 15.006 | 14.553 | 14.845 | 15.831 | 16.112 | 15.611 |

## Градови близанци – Сестрински градови
Ла Бол Екублак је у блиским односима са:
- Нови Сонч, Пољска[5]
- Инвернес, Шкотска[6]
- Хомбург, Њемачка, од 1984
- Крф, Грчка